# Acer mono
Acer mono es una especie de árbol perteneciente a la familia de las sapindáceas. Se encuentra en Asia.

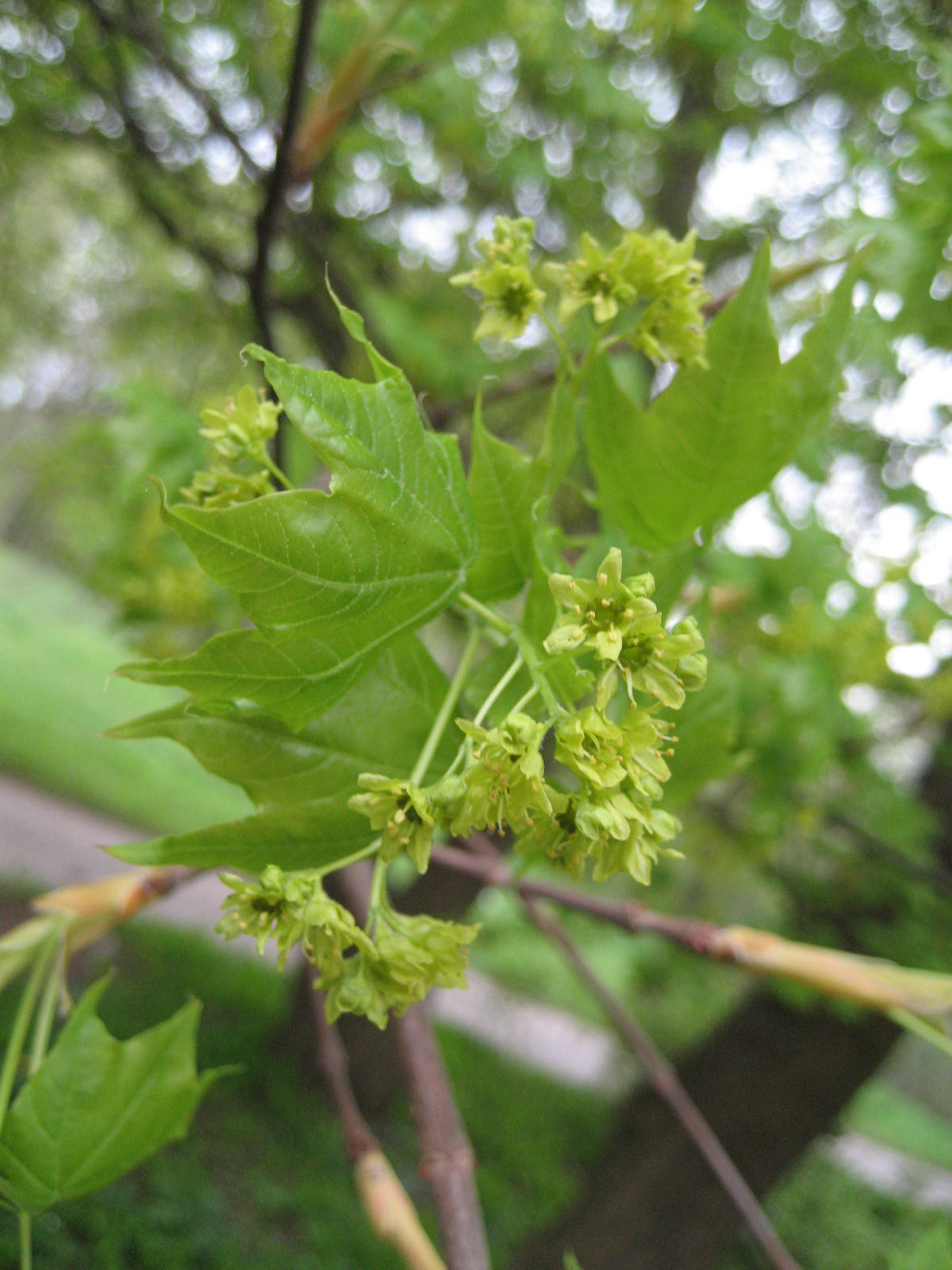
Detalle de la flor

## Descripción
Es un árbol caducifolio con hojas de 5 - o 7 foliolos, o medio lobuladas superficialmente, envés velloso, o pilosa sobre las venas principales. Núculas planas, comprimidas, de 1-1.3 cm × 10.8 mm; oblongas y aladas, incluyendo nuez 3-3.5 × 1-1.5 cm, extendiendo las alas de diversas maneras. Fl. Abril-mayo, fr. 2 de septiembre. Tiene un número de cromosomas de  n = 26.

## Distribución y hábitat
Se encuentra en los bosques de hoja ancha, desde el nivel del mar hasta los 3000 metros, en Anhui, Gansu, Hebei, Heilongjiang, Henan, Hubei, Hunan, Jiangsu, Jilin, Liaoning, Mongolia Interior, Shaanxi, Shanxi, Sichuan, Yunnan, Zhejiang, Japón, Corea, Mongolia y este de Rusia.

## Taxonomía
Acer mono fue descrita por Carl Johann Maximowicz y publicado en Bulletin de la Classe Physico-Mathématique de l'Académie Impériale des Sciences de Saint-Pétersbourg 15: 126. 1856.
Etimología
Acer: nombre genérico que procede del latín ǎcěr, -ĕris (afilado), referido a las puntas características de las hojas o a la dureza de la madera que, supuestamente, se utilizaría para fabricar lanzas. Ya citado en, entre otros por Plinio el Viejo,  refiriéndose a unas cuantas especies de Arce.
mono: epíteto latino que significa "solitario".
Sinonimia
- Acer pictum subsp. mono
- Acer ambiguum Dippel
- Acer cappadocicum subsp. mayrii (Schwer.) A.E.Murray
- Acer cappadocicum subsp. mono (Maxim.) A.E.Murray
- Acer dippelii Schwer.
- Acer hayatae var. glabra H. Lév. & Vaniot
- Acer hayatae var. glabrum H.Lév. & Vaniot
- Acer laetum var. parviflorum Regel
- Acer latilobum (Koidz.) Koidz.
- Acer marmoratum var. connivens (Nicholson) H. Hara
- Acer mayrii Schwer.
- Acer okamotoanum Nakai
- Acer truncatum subsp. mono (Maxim.) A.E. Murray
- Kalopanax pictus (Thunb.) Nakai[5]